# Сајлертон (Тенеси)
Сајлертон (енгл. Silerton) град је у америчкој савезној држави Тенеси.

## Демографија
По попису из 2010. године број становника је 111, што је 51 (85,0%) становника више него 2000. године.
| Група             | 2000.       | 2010.       |
| Белци             | 60 (100,0%) | 100 (90,1%) |
| Афроамериканци    | 0 (0,0%)    | 9 (8,1%)    |
| Азијати           | 0 (0,0%)    | 0 (0,0%)    |
| Хиспаноамериканци | 0 (0,0%)    | 1 (0,9%)    |
| Укупно            | 60          | 111         |